# Óscar García Quintela
Óscar Francisco García Quintela (La Coruña, 17 de enero de 1996), conocido comúnmente como Pinchi, es un español futbolista que juega como centrocampista en el Volos F. C. de la Superliga de Grecia.

## Trayectoria
Nacido en La Coruña, Galicia, se unió al equipo juvenil del Deportivo de La Coruña en 2005 a la edad de nueve años. Hizo su debut en el Fabril, filial del Depor en Tercera División en 2015. Debutó con el primer equipo el 16 de diciembre de 2015, entrando como sustituto de Luis Alberto en un empate 1-1 en casa contra el U. E. Llagostera, en la Copa del Rey. Su debut en Primera División se produjo el 20 de enero de 2017, reemplazando a Joselu en un empate como visitante ante la U. D. Las Palmas con el mismo marcador.
El 27 de junio de 2018 dejó el Dépor y fichó por el Atlético de Madrid, para integrarse en su filial. Tras una temporada El 19 de julio de 2019 el Extremadura U. D. anunció su fichaje por tres temporadas. El 9 de septiembre de 2020 fue cedido al C. F. Fuenlabrada una temporada. En el conjunto madrileño disputó 29 partidos en los que marcó tres goles. El 19 de julio de 2021 firmó por la U. D. Las Palmas por tres años.
Con escasa participación y sin hacer la pretemporada, el 30 de agosto de 2022, fue cedido al C. D. Mirandés de la Segunda División. En junio de 2023 volvió a la U. D. Las Palmas para hacer la pretemporada, pendiente de la decisión final del entrenador Xavi García Pimienta de cara a la siguiente temporada. Acabó marchándose en agosto al Çaykur Rizespor a cambio de un 20% de un futuro traspaso.
Su paso por Turquía fue breve, ya que el siguiente 1 de febrero regresó a España para jugar como cedido en el Racing Club de Ferrol hasta el final de la campaña. En agosto de 2025 se fue a Grecia y fichó por el Volos F. C.

## Clubes
| Club                           | País    | Año       |
| ------------------------------ | ------- | --------- |
| R. C. Deportivo Fabril         | España  | 2015-2018 |
| Club Atlético de Madrid "B"    | España  | 2018-2019 |
| Extremadura U. D.              | España  | 2019-2021 |
| C. F. Fuenlabrada (cedido)     | España  | 2020-2021 |
| U. D. Las Palmas               | España  | 2021-2023 |
| C. D. Mirandés (cedido)        | España  | 2022-2023 |
| Çaykur Rizespor                | Turquía | 2023-2024 |
| Racing Club de Ferrol (cedido) | España  | 2024      |
| Esenler Erokspor               | Turquía | 2024-2025 |
| Volos F. C.                    | Grecia  | 2025-     |